# Epipremnum silvaticum
Epipremnum silvaticum és una espècie de planta amb flors del gènere Epipremnum i de la família de les aràcies (Araceae).

## Descripció
Epipremnum silvaticum és una enfiladissa de grans dimensions i perennifoli, que arriba fins a 20 m d'alçada. Té un estil de creixement de lianes. S'enfila a través d'arrels aèries i creix fins a 6 metres. La tija de la planta adulta té un gruix de 5 a 10 mm amb entrenusos de 0,5 a 2 cm de llargada. Té flors petites de color groc verd amb un centre groc. Les flors estan disposades en una espiga solta i unilateral. La llavor és una llavor petita, rodona i negra. Les plàntules són petites, verdes i tenen dues fulles oposades.

## Distribució i hàbitat
L'àrea de distribució nativa d'aquesta espècie és a Sumatra, és trepador i creix principalment al bioma tropical humit. En el seu hàbitat creix en boscos pantanosos.

## Taxonomia
Epipremnum silvaticum va ser descrita per Cornelis Rugier Willem Karel van Alderwerelt van Rosenburgh i publicat a Bulletin du Jardin Botanique de Buitenzorg, sér. 2 1: 377, a l'any 1920.
Etimologia
Epipremnum: nom genèric de dues paraules gregues ἐπί (damunt) i πρέμνον (soca).
silvaticum: epítet llatí que significa "bosc".